# Cantó de Hucqueliers
El cantó de Hucqueliers és un cantó francès del departament del Pas de Calais, situat al districte de Montreuil. Té 24 municipis i el cap és Hucqueliers.

## Municipis
- Aix-en-Ergny
- Alette
- Avesnes
- Bécourt
- Beussent
- Bezinghem
- Bimont
- Bourthes
- Campagne-lès-Boulonnais
- Clenleu
- Enquin-sur-Baillons
- Ergny
- Herly
- Hucqueliers
- Humbert
- Maninghem
- Parenty
- Preures
- Quilen
- Rumilly
- Saint-Michel-sous-Bois
- Verchocq
- Wicquinghem
- Zoteux

## Història
| Data d'elecció                           | Identitat             | Partit        | Qualitat |
| ---------------------------------------- | --------------------- | ------------- | -------- |
| 1951-1958                                | André de la Gorce     | Divers droite |          |
| 1958-1979                                | Gabriel de la Gorce   | Divers droite |          |
| 1979-2001                                | Dominique de la Gorce | Divers droite |          |
| 2001-                                    | Jean Wallon           | PS            |          |
| les dades anteriors no són pas conegudes |                       |               |          |
|                                          |                       |               |          |

## Demografia
| A partir de 1990: Població sense dobles comptes |